# 報道多チャンネル
『報道多チャンネル』（ほうどうマルチチャンネル）は、1992年4月5日から1993年9月26日まで一部テレビ朝日系列局で放送されていたテレビ朝日製作の報道番組。放送時間は毎週日曜 12:00 - 12:45 （日本標準時）。

## 概要
それまでバラエティ番組の放送枠だった日曜12:00枠でスタートした報道番組で、「CNNからの最新の映像素材をフル活用」と銘打っていた。キャスターは、1990年春にTBSを退社してフリーに転じた三雲孝江が務めていた。
番組の終了後、同枠では再びバラエティ番組が放送されるようになった。